# سیارک ۲۶۶۶۸
سیارک ۲۶۶۶۸ (به انگلیسی: 26668 Tonyho، نامگذاری:2001BV7)۲۶۶۶۸مین سیارک کشف شده‌است که در ۱۹ ژانویه ۲۰۰۱ کشف شد.